# Carmen Jones
Carmen Jones är en Broadwaymusikal från 1943 av Oscar Hammerstein med musik från Georges Bizets opera Carmen. Handlingen följer den i Bizets opera men har förflyttats från Sevilla i mitten av 1800-talet till South Carolina i en nutid där USA just har gått med i andra världskriget. Alla medverkande är afroamerikaner. Don José har blivit soldaten Joe och tjurfäktaren Escamillo är nu boxaren Husky Miller. Carmen Jones arbetar som fallskärmssömmerska istället för på en cigarettfabrik. Musikalen filmatiserades 1954 av Otto Preminger.